# آلاتریست
آلاتریست (به اسپانیایی: Alatriste) فیلمی محصول سال ۲۰۰۶ و به کارگردانی آگوستین دیاس یانس است که براساس شخصیت اصلی مجموعه رمان‌های نوشته شده توسط آرتورو پرس-رورته درباره ماجراهای کاپیتان آلاتریست ساخته شده‌است. در این فیلم بازیگرانی همچون ویگو مورتنسن، النا آنایا، خاویر کامارا، ادواردو نوریگا، خوان اچانوبه، اوناش اوگالده، آریانا خیل، بلانکا پورتیو، پاکو توس، انریکو لو ورسو، لوئیس سائرا و فرانسزگ گاریدو ایفای نقش کرده‌اند.